# Округ Мидлсекс (Вирџинија)
Мидлсекс (енгл. Middlesex County) је округ у америчкој савезној држави Вирџинија.

## Демографија
По попису из 2010. године број становника је 10.959, што је 1.027 (10,3%) становника више него 2000. године.
| Група             | 2000.         | 2010.         |
| Белци             | 7.772 (78,3%) | 8.604 (78,5%) |
| Афроамериканци    | 1.999 (20,1%) | 1.978 (18,0%) |
| Азијати           | 12 (0,1%)     | 37 (0,3%)     |
| Хиспаноамериканци | 55 (0,6%)     | 166 (1,5%)    |
| Укупно            | 9.932         | 10.959        |